# Quebrada Cotacahue
La quebrada Cotacahue es un curso natural de agua que nace en los cerros de Quimsachata y fluye con dirección general oeste hasta desembocar en la quebrada Aruma, uno de los orígenes de la quebrada de Tarapacá, en la Pampa del Tamarugal.

## Caudal y régimen
En octubre de 1918 se midió un caudal de 100 l/s.

## Historia
Luis Risopatrón lo describe en su Diccionario Jeográfico de Chile de 1924:: 262 
Cotacahue (Quebrada de) 19° 42' 68° 55'. De agua mui cristalina, se ha medido en ella 100 litros por segundo de caudal (octubre de 1918), corre hacia el W i se junta con la de Aruma, a un kilómetro al E de Colchane, en la parte superior, de la de Tarapacá. 126, 1919, p. 295 i plano.